# Ghetto de Francfort

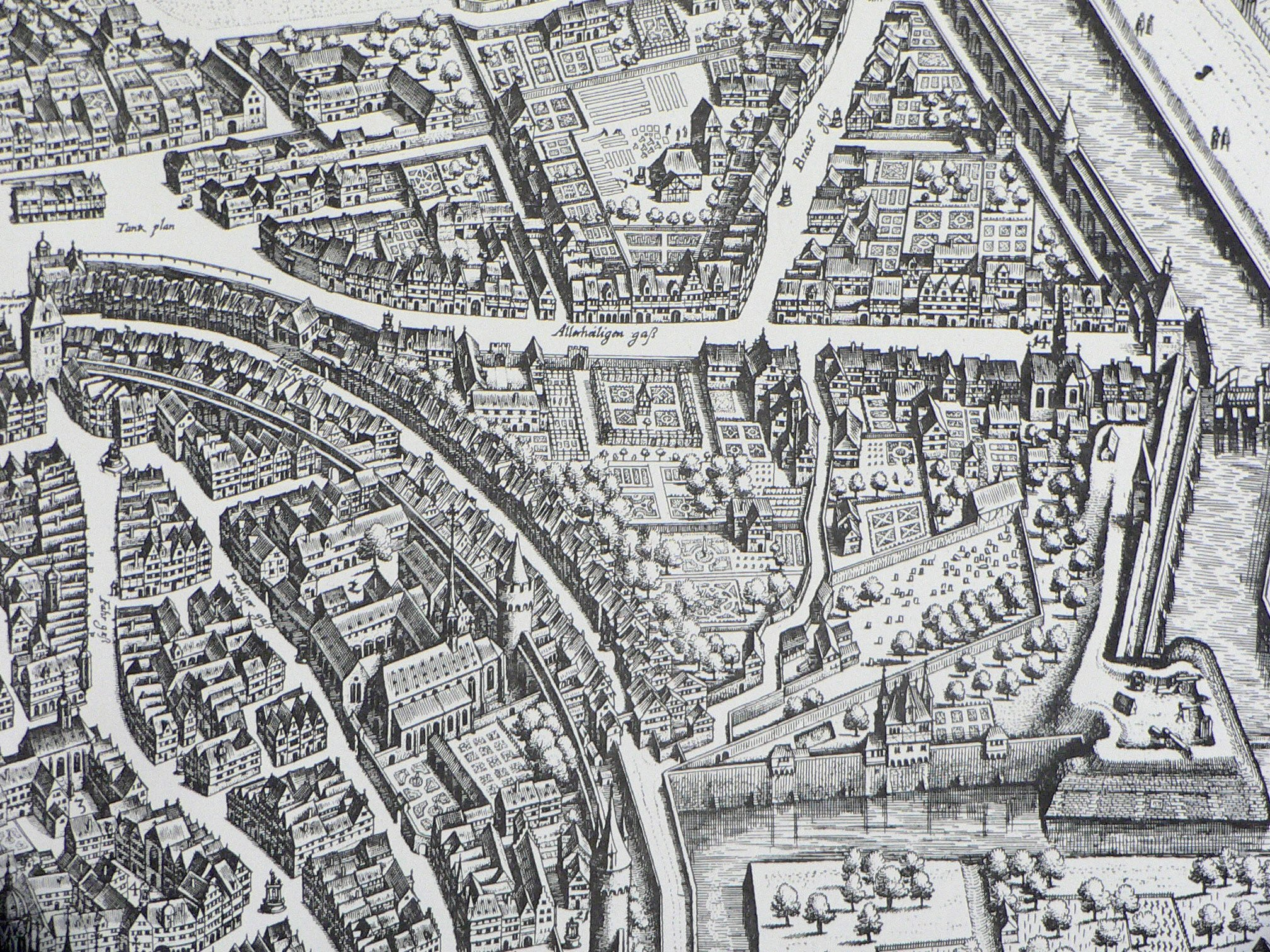
Apparence du ghetto de Francfort vers 1628 d'après une gravure de Matthäus Merian.

La ghetto de Francfort, connu en allemand sous le nom Frankfurter Judengasse (Rue des Juifs de Francfort), était le ghetto juif de Francfort-sur-le-Main de 1462 à 1796. Il fut le premier et l'un des derniers en Allemagne, et a accueilli la plus grande communauté juive d'Allemagne.
Après la suppression du ghetto, la Judengasse devint un quartier pauvre, se délabra et presque toutes les maisons furent finalement démolies. La Börnestraße, aménagée à la place du ghetto, resta un haut lieu de l'activité juive de Francfort, car on y trouvait la synagogue libérale principale et la synagogue orthodoxe de la Börneplatz.
Après les destructions sous le national-socialisme et lors de la Seconde Guerre mondiale, il n'en subsiste plus de traces dans le paysage urbain moderne. Le tracé de la rue An der Staufenmauer correspond à son extrémité nord-ouest. Lors de la construction d'un bâtiment administratif en 1987, des restes de l'ancienne Judengasse furent mis au jour et intégrés dans le nouveau bâtiment sous le nom de Museum Judengasse.

## Origine du Ghetto de Francfort
La mention d'une population juive à Francfort-sur-le-Main dans un document remonte au 18 janvier 1074, où Henri IV permet à des citoyens et Juifs de Worms de séjourner à Francfort et d'y bénéficier de certains privilèges. En 1082, le rabbin de Mayence Elieser ben Nathan (en) mentionne la communauté juive de Francfort dans une lettre. Par la suite, cette population s'est accrue à la suite des expulsions de différentes villes d'Allemagne.

### Prémices
À l'origine, la population juive résidait partout dans Francfort, jouissant d'une plus grande liberté de circulation que dans les autres villes, et côtoyant les autres habitants sans distinction.

#### Premiers massacres à Francfort
En 1241, cette population est victime d'un pogrom, malgré la protection accordée par Frédéric II en 1236, dont quelques-uns échappent par le baptême (il y aurait eu environ 180 tués et 24 baptisés dont un représentant de la communauté). La synagogue est pillée et un incendie se propage à la moitié de la ville.  Les raisons du massacre (réaction contre les  Staufer ? Action contre les hérétiques ?) sont cependant difficiles à déterminer et Frédéric II demande une enquête qui durera plusieurs années et en 1248, Conrad IV accorde au nom de son père le pardon aux Francfortois pour la « guerre aux Juifs » (Judenschlacht) et renonce à toute réparation.

#### Transmission de la protection des juifs à la ville
La ville étant devenue ville impériale libre au XIVe siècle, de nouvelles violences sont exercées contre les Juifs. L'empereur protégeait et assistait les Juifs contre paiement d'un droit (privilège appelé Judenregal hérité du droit romain) : leur fuite face aux violences constituant une perte de revenus pour lui, il confisque les maisons des fuyards qu'il revend à la ville. En juin 1349, il met en gage contre 15 200 livres ce droit au bénéfice de la ville de Francfort qui devient par conséquent débitrice de l'obligation de protéger les Juifs, l'empereur ni son successeur n'étant responsables de leur mort en cas d'émeute ou de maladie et leurs biens devant revenir à la ville tant que le prêt n'est pas remboursé. Le 24 juillet 1349, tous les Juifs de la ville furent tués ou brûlés dans leurs maisons. Leur nombre est estimé à 60. Une troupe de fanatiques religieux accusant les Juifs de propager la peste — et responsable d'autres pogroms — est désignée dans des ouvrages tardifs comme responsable de ce massacre. Mais les arrangements précédemment mentionnés et le fait que la peste n'est apparue à Francfort qu'à l'automne 1349 plaident contre cette imputation. Selon de nouvelles études, il est plus plausible que le massacre ait été préparé minutieusement, étant bienvenu pour certains patriciens et chefs de corporation qui voyaient ainsi leurs dettes éteintes et pouvaient prendre librement possession des biens tombés en déshérence. La cathédrale Saint-Barthélemy de Francfort se trouva ainsi agrandie de terrains ayant appartenu à des Juifs. L'accord conclu entre l'empereur et la ville peut aussi être regardé comme une autorisation tacite de procéder au pogrom.

#### Nouvelle autorisation et nouvelles persécutions
Un privilège impérial permettant aux Juifs de se réinstaller à Francfort, ceux-ci y reviennent en 1360. L'empereur réclame aux nouveaux arrivants le paiement d'un impôt, dont la moitié de ce droit gagée à l'évêque de Mayence est acquise par la ville. Jusque-là, les Juifs avaient été reportés sur la liste des citoyens de la ville, mais ceux-ci ont un nouveau statut : chaque nouveau venu devait conclure avec le conseil de la ville un contrat de protection où les sommes à payer et les règles à respecter étaient fixées. Cependant, les listes d'assujettis fiscaux comportent aussi les noms des « étrangers ». En 1366, l'empereur ordonne à son représentant qui est aussi le magistrat suprême de Francfort d'interdire que les Juifs aient des maîtres artisans, adoptent leurs propres lois ou rendent des jugements. 
Le Conseil adopte donc les réglementations concernant les conditions de séjour des Juifs (Judenstättigkeit), ensuite lues à la synagogue, et dont la première en 1424 tendait déjà à les exclure de l'acquisition de la propriété immobilière. Entre 1412 et 1418, le nombre des foyers juifs de Francfort passe de 27 à 4. En 1422, la ville rejette une taxe impériale sur les hérétiques, arguant qu'elle a seule le droit d'imposer les Juifs de Francfort. La population s'accroît à nouveau à la suite de leur expulsion de Trèves (1418), de Vienne (1420), de Cologne (1424), d'Augsbourg (1438), de Breslau (1453), de Magdebourg (1493), de Nuremberg (1499), et de Regensburg (1519). Francfort devient alors un centre financier important, le conseil n'autorisant l'entrée que des Juifs les plus fortunés. Ceux-ci concurrençant les autres commerçants, des mesures anti-juives étaient demandées par les corporations. En 1452, le cardinal Nicolas de Cues en visite exhorte la ville à faire porter un voile bleu aux femmes juives et un cercle jaune à la manche des hommes juifs. L'édification du ghetto fut demandée plusieurs fois au conseil municipal qui ne se prononça toutefois pas en 1432 et 1438.

### Édification

#### Physionomie du ghetto
La construction du ghetto de Francfort-sur-le-Main (Judengasse) a été décidée vers 1458 par le conseil de la ville du fait des pressions de l'empereur et de l'archevêque de Mayence. L'empereur Frédéric III l'ayant ordonné, la construction de maisons destinées aux Juifs hors des murs et des douves de la ville est entamée. Les Juifs sont ensuite contraints d'y emménager en 1462. En 1464, la ville construit à ses frais onze maisons, une maison de danse, deux bistrots, la communauté juive érigeant elle-même une synagogue et des bains. Le ghetto était à l'origine conçu pour une quinzaine de familles. En 1465, la ville décide que toute nouvelle construction dans le ghetto se fera aux frais de la communauté juive. Les rues sont pavées, un second puits est mis en place ainsi que des bains chauds.
La rue du ghetto dotée de 3 portes faisait 330 mètres de long, était large de 3 à 4 mètres, décrivant un arc le long des murs et allant de la Konstablerwache jusqu'au Main. Au XVIe siècle, l'expansion du ghetto fut autorisée jusqu'à l'intérieur des murs de la ville du fait de la croissance de la population, mais ne le fut plus par la suite si bien qu'il conserva le même espace jusqu'au XIXe siècle. De nouvelles maisons ne pouvant être bâties, celles existantes étaient subdivisées ou reconstruites. Le ghetto formait une allée avec quatre rangées de maisons mansardées pour accroître le nombre de logements disponibles.
Le ghetto comportait également un cimetière, le cimetière juif de la Battonnstraße (de), dont l'installation remonte à 1180 et qui servit jusqu'en 1828, situé à l'emplacement de l'actuelle Battonnstrasse et de la Börneplatz et qui jouxtait le marché des juifs quand le ghetto fut édifié. Les victimes du pogrom de 1241 y furent inhumées. Les pierres tombales datant de 1275 peuvent encore être vues aujourd'hui à l'emplacement du cimetière. Les pierres tombales étaient en général en grès rouge, les plus anciennes étant plus petites, portent des symboles tels que des mains donnant une bénédiction, des aiguières des Lévy, des rosettes et des volutes, ainsi que des inscriptions en hébreu.

#### Vie dans le ghetto
La première synagogue du ghetto appelée Altschul fut construite à l'est du ghetto, à l'emplacement de l'actuelle Börneplatz. C'était à la fois un centre spirituel, culturel et économique où les habitants cherchaient à remédier à leur isolement et à parvenir à une autosuffisance. Les chefs de la communauté y étaient élus, les règles établies par les rabbins, les faillites y étaient déclarées et les peines corporelles exécutées. Une académie talmudique y naquit et des livres de la kabbale furent imprimés dans le ghetto. Quand les communautés d'Allemagne collectaient des fonds pour les juifs pauvres de Palestine, ceux-ci transitaient par Francfort.

#### Évènements du ghetto

##### Conférence de 1603
En 1603, s'y tint un conseil où vinrent entre autres des représentants des communautés de Mayence, Fulda, Cologne et Koblenz pour traiter des questions des juridictions des juifs et des cinq tribunaux de Francfort, Worms, Friedberg, Fruda et Gunzburg, qui existaient déjà pour cela, de fraudes commerciales et de faux-monnayage, de questions religieuses et rituelles. Cette réunion avait pour objet d'unifier les prises de position de la communauté allemande et un compte-rendu fixant certaines taxes et des règles religieuses en est resté. L'Empereur Rudolphe II considéra les décisions de ce conseil comme une violation de ses privilèges, car outrepassant les leurs, ce qui déclencha un procès pour haute trahison contre les juifs d'Allemagne. Selon les conceptions des juristes de l'Empereur, la "conspiration des rabbins de Francfort" (frankfurter Rabbinerverschwörung) constituait une violation des principes juridiques de l'Empire. Seuls les seigneurs avaient le droit de juridiction, le pouvoir d'ordonner et d'interdire. Le procès dura 25 ans et tous les participants de la conférence furent entendus devant un tribunal. Pendant cette période, la protection impériale parut révoquée, ce qui encourageait les actions contre les juifs à Francfort et à Worms. Le différend se termina en 1631 par le paiement par la commune de Francfort et tout ashkénaze d'une somme importante que le prince-électeur de Cologne, directeur de l'enquête, reçut comme amende.

##### Insurrection de Fettmilch

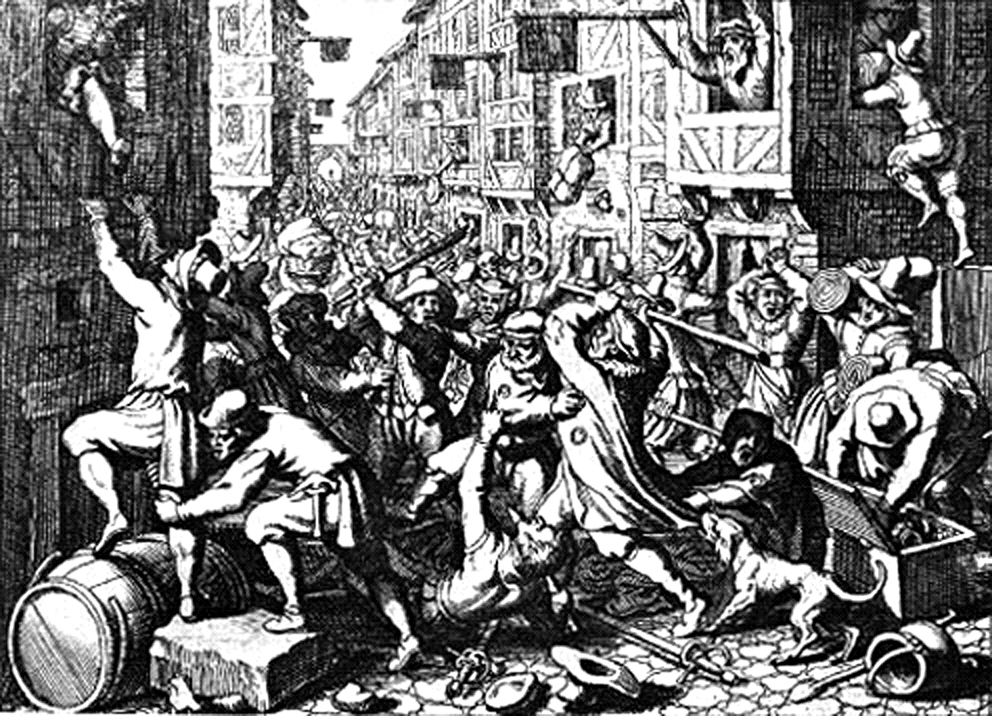
Le ghetto pendant l'insurrection de Fettmilch, d'après une gravure de Matthaus Merrian.

Il y avait des tensions sociales entre les patriciens dont notamment les magistrats et les corporations artisanales qui conduisirent en 1614 à l'insurrection de Fettmilch. Vinzenz Fettmilch était fabricant de pain d'épices et chef de bande conduisant l'insurrection pour faire partir les étrangers (c'est-à-dire principalement les juifs). Les corporations se plaignaient des décisions du conseil et demandent une plus grande participation dans les affaires de la ville.
Il y eut d'abord des actions contre les juifs avant que l'Empereur, neutre jusqu'alors, ne s'insurge, demandant la remise en place du conseil et menaçant du ban tout citoyen qui ne se soumettrait pas.
La menace impériale connue, les artisans et compagnons révoltés descendent protester dans les rues le 22 août 1614. La colère se tourne contre le maillon faible de la coalition et son ennemi supposé : les juifs.

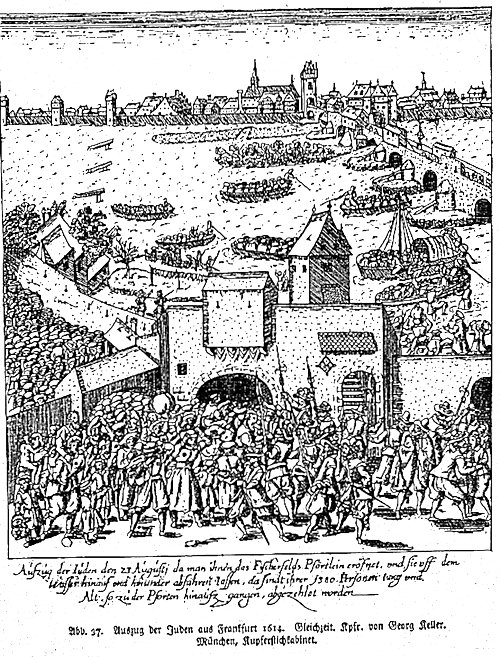
L'expulsion des juifs de Francfort en 1614 lors de l'insurrection de Fettmilch, gravure de.

Les assaillants rompent les portes du ghetto défendues par les hommes juifs et après plusieurs combats sur des barricades entrent dans le ghetto. Tous les habitants du ghetto -1380 personnes-, sont regroupés dans le cimetière juif, leurs maisons sont pillées et partiellement détruites. Le même jour, ils doivent quitter la ville et s'enfuient dans les communes environnantes, principalement Hanau, Höchst et Offenbach.  
Le 28 septembre 1614, l'Empereur bannit Fettmilch et plusieurs de ses alliés. Le 27 novembre, Fettmilch est arrêté et jugé avec 38 autres accusés. Le 28 février 1616, Fettmilch est exécuté avec ses comparses sur le Roßmarkt de Francfort et le même jour les juifs sont ramenés au ghetto par les soldats de l'Empereur. 
Ensuite, l'Empereur autorise expressément aux juifs le commerce en gros, dont notamment des grains, du vin, des textiles - sans doute pour contrebalancer l'influence des familles de grands commerçants.
En 1613 et 1617, est republié à Francfort le Traité de Luther Des Juifs et de leurs mensonges, un texte qui peut servir de justification aux persécutions.

##### Grand incendie de 1711

Gravure sur cuivre de la Judengasse à Francfort-sur-le-Main après l'incendie, 1713. Dans la collection du Musée juif de Suisse.

Le 14 janvier 1711, un incendie se déclare dans le ghetto qui se propage peu à peu à toutes constructions. Les maisons étant proches les unes des autres, en bois, avec peu de murs ne tardent pas à prendre feu. Les autorités permettent aux juifs de quitter le ghetto du fait qu'il faille lutter contre l'incendie pour éviter qu'il ne se propage. En 24h, toutes les maisons sont réduites en cendre, puis le vent cesse de souffler et l'incendie s'éteint. Quatre personnes ont perdu la vie dans la catastrophe. Les habitants du ghetto sont autorisés à résider hors du ghetto le temps que leur maison soient reconstruites, puis sont ensuite obligés de retourner dans le ghetto.

##### Incendie de 1722
Le 28 janvier 1722, la partie nord du ghetto est réduite en cendres à cause d'un incendie, certaines maisons sont pillées par des habitants de Francfort, si bien que l'Empereur Charles VI demanda à Francfort de punir les pillards et de mieux protéger les juifs.

##### Bombardement de 1796
En 1796, les troupes françaises assiègent Francfort où les troupes autrichiennes sont en garnison. Les Français quittent la ville, placent des pièces d'artillerie et ouvrent le feu le soir du 12 juillet et le 13 juillet à midi, puis dans la nuit du 13 au 14 causant des dommages considérables à cette occasion. Le nord du ghetto est touché et un tiers de ses maisons est complètement détruit. Pour éviter que l'incendie ne se propage, les Autrichiens capitulent.

#### Règles du ghetto

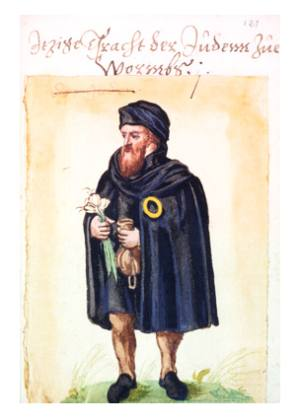
Un juif de Worms portant une marque jaune (XVIe siècle).

La vie y était réglée par les règlements rabbiniques et les règles de la municipalité, ces dernières étant très discriminatoires, telles que par exemple :
- Un règlement de 1388 leur interdisait l'emploi de domestiques chrétiens ;
- Les juifs ne pouvaient acquérir de terrain et ne pouvaient donc vivre que dans le ghetto ;
- Les juifs ne pouvaient quitter le ghetto la nuit, les dimanches, pendant les fêtes chrétiennes et  lors des couronnements ;
- Ils devaient porter une marque jaune sur la manche (Gelben Fleck) ;
- Ils ne pouvaient avoir de maîtres artisans ;
- Les professions qui leur étaient permises étaient limitées ;
- Ils étaient soumis à des impôts particuliers que le rabbin devait collecter ;
- Un règlement de 1616 ne permettait que douze mariages par an dans le ghetto tandis qu'il n'y avait qu'une condition de fortune au mariage des autres habitants de la ville ;
- D'après le règlement de 1616, il ne pouvait y avoir plus de 500 familles dans le ghetto ;
- Tout au long de l'existence du ghetto, les conditions de séjour étaient réglementées pour évoluer d'une autorisation temporaire à une autorisation définitive.

#### Révocation de l'obligation de résidence
À la suite du bombardement de 1796, le ghetto cesse d'exister de facto. Francfort a été l'une des dernières villes d'Europe à cesser de limiter la résidence des juifs au ghetto, mais sera la deuxième ville d'Allemagne à leur accorder des droits égaux en 1864. En 1806, le grand-duc de Francfort, Charles de Dalberg, ordonne que toutes les communautés religieuses y aient les mêmes droits. L'obligation de résider dans le ghetto est révoquée, si bien qu'une partie de la population s'installe dans les quartiers avoisinants. L'hôpital est rasé et la nouvelle synagogue orthodoxe est construite à cet emplacement.

### Destruction et restes

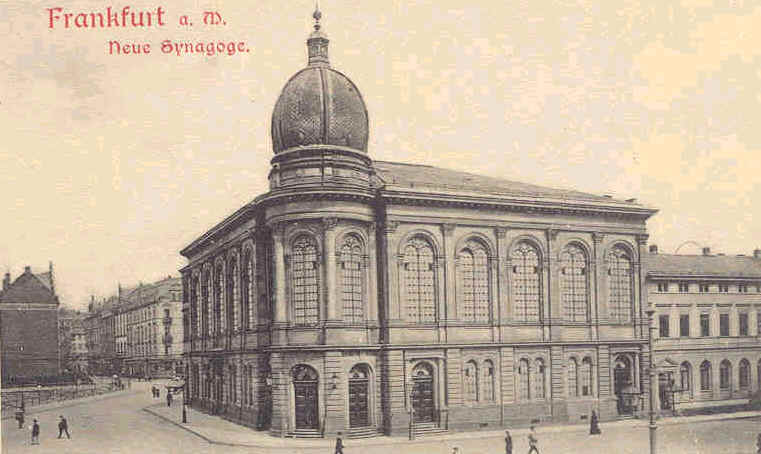
Synagogue orthodoxe de la Börneplatz de Francfort détruite en 1938

Après la levée de l'obligation de résidence, le ghetto ayant été un quartier misérable, la population juive en émigre pour être remplacée par les classes sociales défavorisées ; la plupart des maisons furent ensuite rasées à la fin du XIXe siècle. La synagogue libérale et la synagogue orthodoxe furent détruites lors de la Nuit de Cristal. Le cimetière fut également presque entièrement détruit pendant la période allant de 1933 à la fin de la guerre. Le quartier fut également bombardé pendant la guerre. Il ne reste dans ce quartier, proche de la gare centrale de Francfort où sont présents de nombreux gratte-ciels, pratiquement rien de l'ancien ghetto, hormis le cimetière jouxtant le musée consacré au ghetto, présentant les restes d'un mikvé et les fondations de cinq maisons du ghetto.

## Évocations artistiques du ghetto de Francfort
- Goethe décrit le ghetto dans Poésie et vérité (ce qui donne une image du ghetto au XVIIIe siècle)

« Parmi les choses qui obsédaient les garçons, et même les jeunes gens, il y a la ville des juifs, à vrai dire, la rue aux juifs, car elle n'est faite que de quelques rues, entre les douves et les murs, comme si elle voulait être mise en cage. Tout ensemble, l'étroitesse, la saleté, le pullulement et l'accent d'une langue peu amène donnait une mauvaise impression rien qu'en passant à côté de son entrée. »

— Goethe, Poésie et vérité
- Dans son éloge funèbre de Ludwig Börne, Heinrich Heine parle d'une promenade avec Börne à travers le ghetto où celui-ci a grandi :

« Comme nous y passions le même soir à nouveau et que notre conversation portait sur le sujet, jaillit la source de l'esprit de Börne avec tant de tendresse que les rues qui au jour avaient paru couvertes de poussière étaient maintenant illuminées de joie et les enfants fêtaient de sa guirlande de lumières ce soir-là Israël, comme Ciccéron me l'a décrit. Celle-ci venait de la victoire des Macchabées sur le roi de Syrie obtenue héroïquement. »

— Heinrich Heine
- Petra Kunik, écrivaine née en 1945, consacre une de ses œuvres au ghetto : Keine gute Adresse – Judengasse (Mauvaise adresse: la rue aux juifs), éditions Schutt, 1992

## Personnes célèbres ayant vécu dans le ghetto
- Benedikt Goldschmidt, banquier
- Mayer Amschel Rothschild, banquier
- Ludwig Börne, écrivain et satiriste